# 園部逸夫
園部逸夫（日语：／；1929年4月1日—2024年9月13日）是一位日本法律學者和律師。也被任命為最高法院法官、東京地方裁判所部總括判事。同時擔任立命館大學客座教授、外務省監察査察。

## 背景
1929年（昭和4年）於朝鮮出生。就讀臺北第一師範學校附屬小學校，1941年升入臺北州立臺北第一中學校，1945年中學校四年級時考入臺北高等學校理科乙類。二戰結束後，被遣返回日本，就讀金澤舊制第四高等學校、畢業於京都大學法學部。

### 經歷
園部先生的父親園部敏曾任台北帝國大學行政法教授。

#### 法學研究者
園部於1954年（昭和29年）畢業於京都大學法學部，畢業後擔任助教，1956年（昭和31年）晉升為副教授。1969年（昭和34年），前往哥倫比亞大學法學院留學。回國後，於1967年（昭和42年），以“行政程序理論”博士論文從京都大學獲得法學博士學位。

#### 法官[1]
園部在1970年（昭和45年）於東京地方裁判所就任，成為未經司法審查和司法培訓的少數法官之一。
之後，於1975年，就任東京高等法院的法官，之後再轉任前橋區法院法官。於1978年（昭和53年）就任最高法院調查員，1981年（昭和56年）擔任最高法院高級調查員（行政），1983年起擔任東京地方法院總法官。

#### 大學教授
園部於1985年（昭和60年）成為筑波大学社會科學系教授，並於次成為筑波大學校長。1987年（昭和62年），園部被任命為成蹊大學法學院教授。

#### 復任法官
園部於1989年（平成元年）復任最高法院法官，直到1999年退休（平成11年）。

#### 退任後
園部於1999年（平成11年）4月退，並於同月登錄為辯護士、擔任住友商事的監察人。另外，在2001年9月（平成13年），他就任外交部監察査察事務。從2009年（平成21年）起，還擔任虎之門法律經濟事務所的訪問律師。
此外，園部還參與了小泉內閣和野田內閣下的“皇室典範”修訂工作。

### 其他職位
- 公益財團法人痛風財團理事

- 財團法人台灣協會會長

- 公益財團法人千賀法曹育英會副理事長

### 受章
園部在2001年（平成13年）11月、獲勲一等瑞寶章。

## 母系天皇容認論者
2004年12月（平成16年），在退任法官後，園部被任命為小泉內閣“皇室典範”專家會議的代理主席，並於次年11月，提出修改“皇室典範”女性制度/女皇的容忍度。
並於2012年1月（平成24年）就任野田內閣（民主黨）下的「內閣秘書處“女性宮家”審查」